# باج-لا-فيل
باج-لا-فيل (بالفرنسية: Bâgé-la-Ville)‏ هي بلدية فرنسية تقع في إقليم الآن في فرنسا. رمز إنسي لها هو:1025. أما الرمز البريدي لها فهو: 1380.